# Amyris maestrensis
Amyris maestrensis là một loài thực vật có hoa trong họ Cửu lý hương. Loài này được A.Bordhidi & Kereszty mô tả khoa học đầu tiên năm 1978.